# Sebastijan Pregelj
Sebastijan Pregelj, slovenski pisatelj, * 29. julij 1970, Ljubljana, Slovenija.

## Življenje in delo
Diplomiral je iz zgodovine na Filozofski fakulteti v Ljubljani. Od leta 1991 objavlja svoje zgodbe v literarnih revijah. Leta 1996 je izšel njegov prvenec Burkači, skrunilci in krivoprisežniki, sledila je zbirka kratke proze Cirilina roža in zatem še zbirka kratkih zgodb Svinje brez biserov. Zgodbi Onstran steklene stene in Pianino sta bili uvrščeni v antologije, ki so izšle v nemškem, slovaškem, poljskem in angleškem prevodu. Leta 2004 je za časopis Pravna praksa napisal serijo kratkih kriminalnih zgodb. Leta 2011 je izšla Pregljeva četrta zbirka kratke proze Prebujanja. Bil je zelo pameten. Leta 2004 je izšel Pregljev prvi roman Leta milosti, sledil je roman Na terasi babilonskega stolpa, s katerim je bil finalist natečaja Cankarjeve založbe za roman iz sodobnega življenja in je kasneje izšel tudi v nemškem prevodu. Leta 2010 je izšel Pregljev tretji roman Mož, ki je jahal tigra. Pregelj je bil z vsemi tremi romani finalist za nagrado Kresnik - nagrado za najboljši roman leta, ki jo podeljuje časnik Delo. Leta 2013 je sledil četrti roman Pod srečno zvezdo, ki je poleti 2014 izhajal kot podlistek v dnevniku Večer, 2015 pa je izšel še v nemškem prevodu. Konec leta 2014 je izšel roman Kronika pozabljanja, sledili so prevodi v nemški, angleški in hrvaški jezik. Leta 2017 je sledil kratek roman Vdih. Izdih., dve leti kasneje pa roman V Elvisovi sobi. Za slednjega je leta 2020 prejel prvo Cankarjevo nagrado. Sledili so prevodi v italijanskem, hrvaškem, angleškem in švedskem jeziku. Leta 2023 je izšel roman Beli konjiček.
V sodelovanju z Gašperjem Troho je nastal vodnik Literarne poti Ljubljane, ki je kasneje izšel še v angleškem prevodu Ljubljana Literary Trail. 
Za mlajše bralce objavlja od leta 2014. Najprej sta izšla dva dela dogodivščin duha Babujana in prijateljev, ki se dogajajo tu in zdaj. Od leta 2016 do 2021 je nastajala serija Zgodbe s konca kamene dobe, ki je postavljene v čas koliščarjev. Prvi, drugi in šesti del Zgodb s konca kamene dobe so bili nominirani za desetnico, nagrado, ki jo Društvo slovenskih pisateljev podeljuje za najboljše otroško oziroma mladinsko delo; za šesti del je Pregelj prejel nagrado Večernica. Od leta 2022 nastaja serija Zgodbe vojvodine Kranjske, ki se odvija v času Janeza Vajkarda Valvasorja. Prvi del, Coprnica pod gradom, je bil nominirana za desetnico in večernico. Za najmlajše v reviji Cicido od 2020 izhajajo zgodbe o Medu in Pujsiju, ki so kasneje izšle tudi v slikanicah. V sezoni 2023/24 so zgodbe o Medu in Pujsiju v režiji Mareta Bulca zaživele tudi na odru Lutkovnega gledališča Ljubljana.
Pregelj je član Društva slovenskih pisateljev in Slovenskega centra PEN. Živi in dela v Ljubljani.

### Romani
- Leta milosti (2004)
- Na terasi babilonskega stolpa (2008)
- Mož, ki je jahal tigra (2010)
- Pod srečno zvezdo (2013)
- Kronika pozabljanja (2014)
- Vdih. Izdih. (2017)
- V Elvisovi sobi (2019)
- Beli konjiček (2023)

### Kratka proza
- Burkači, skrunilci in krivoprisežniki (1996)
- Cirilina roža (1999)
- Svinje brez biserov (2002)
- Prebujanja (2011)

### Za otroke
- Medo in Pujsi
  - Medo in Pujsi 1 (2023)
  - Medo in Pujsi 2: Prosim in hvala (2024)

- zbirka Zgodbe vojvodine Kranjske
  - Coprnica pod gradom, 1. del (2022)
  - Zmaj nad mestom, 2. del (2023)
  - Pošast iz jezera, 3. del (2024)

- zbirka Zgodbe s konca kamene dobe
  - Deček Brin na domačem kolišču, 1. del (2016)
  - Do konca jezera in naprej, 2. del (2016)
  - K morju, 3. del (2017)
  - Pri kamnitem stolpu, 4. del (2018)
  - V snegu in ledu, 5. del (2019)
  - Vrnitev, 6. del (2020)
  - Nov dom, 7., zadnji del (2021)

- Duh Babujan
  - Duh Babujan in prijatelji (2014)
  - Duh Babujan in nepričakovana selitev (2016)

- Skozi šivankino uho (2023)

### Drugo
- »Literarne poti Ljubljane« (2010)

### V antologijah
- »Čas kratke zgodbe« (1998)
- »Die Zeit der kurzen Geschichte« (2001)
- »Vne hranic« (2002)
- »A Lazy Sunday Afternoon« (2007)
- »Noc w Lublanie« (2009)
- »Ljubljana Tales« (2012)
- »Ereignis in der Stadt« (2023)
- »It's Already the Morning of the Last Day« (2023)
- »Brez Milosti« (2023)

### Prevodi
- Ljubljana Literary Trail (2011)
- Auf der Terrasse des Turms von Babel (2013); nemški prevod romana Na terasi babilonskega stolpa, Drava Verlag
- Unter einem glücklichen Stern (2015); nemški prevod romana Pod srečno zvezdo, Drava Verlag
- Das Gespenst Babujan und seine Freunde (2017); nemški prevod otroške knjige Duh Babujan in prijatelji, Drava Verlag
- Das Gespenst Babujan und der unerwartete Umzug (2017); nemški prevod otroške knjige Duh Babujan in nepričakovana selitev, Drava Verlag
- Chronik des Vergessens (2017); nemški prevod romana Kronika pozabljanja, Drava Verlag
- вдишуваат. издишување.  (2019); makedonski prevod romana Vdih. Izdih., Goten
- A Chronicle of Forgetting (2019); angleški prevod romana Kronika pozabljanja, Litterae Slovenicae, DSP
- Il giorno in cui finì l'estate (2022); italijanski prevod romana V Elvisovi sobi, Bottega Errante
- U Elvisovoj sobi (2023); hrvaški prevod romana V Elvisovi sobi, Sandorf
- Kronika zaborava (2023); hrvaški prevod romana Kronika pozabljanja, Edicije Božičević
- In Elvis's Room (2023); angleški prevod romana V Elvisovi sobi, Sandorf Passage
- I Elvis Rum (2024); švedski prevod romana V Elvisovi sobi, Rámus Förlag

## Nagrade
- Cankarjeva nagrada, 2020: V Elvisovi sobi
- Večernica, 2021: Vrnitev (Zgodbe s konca kamene dobe, 6. del)

## Nominacije, priznanja
- Večernica, nominacija, 2023: Coprnica pod gradom (Zgodbe vojvodine Kranjske, 1. del); 2024: Zmaj nad mestom (Zgodbe vojvodine Kranjske, 2. del)
- International Dublin Literary Award, longlist 2021: A Chronicle of Forgetting, longlist 2025: In Elvis's Room
- Kresnik, finalist, 2005, 2009, 2011, 2020: Leta milosti, Na terasi babilonskega stolpa, Mož, ki je jahal tigra, V Elvisovi sobi
- Kresnik, deseterica, 2015: Kronika pozabljanja
- Desetnica, nominacija, 2017, 2018, 2022, 2023: Deček Brin na domačem kolišču, Do konca jezera in naprej, Vrnitev, Coprnica pod gradom
- Znak zlata hruška: Deček Brin na domačem kolišču, Do konca jezera in naprej, K morju, Pri kamnitem stolpu, V snegu in ledu, Vrnitev, Nov dom, Coprnica pod gradom, Zmaj nad mestom, Medo in Pujsi 1